# Alan Rough
Alan Roderick Rough (Glasgow, 1951. november 25. – ) skót válogatott labdarúgókapus. 

## Pályafutása

### Klubcsapatban
Pályafutása leghosszabb időszakát a Partick Thistle csapatában töltötte, ahol 1969 és 1982 között játszott. 1982-ben a Hiberian igazolta le, melynek kapuját hat éven keresztül védte. 1988-ban egy kis ideig az USA-ban is megfordult az Orlando Lions együttesénél, majd hazatért a Celtichez. 1989-ben a Hamilton Academical, 1989 és 1990 között az Ayr United játékosa volt.

### A válogatottban
1976 és 1986 között 53 alkalommal szerepelt az skót válogatottban. Részt vett az 1978-as, az 1982-es és az 1986-os világbajnokságon. 

## Sikerei, díjai
Partick Thistle
- Skót másodosztályú bajnok (2): 1970–71, 1975–76
- Skót ligakupa (1): 1971–72

Celtic FC
- Skót bajnok (1): 1987–88
- Skót kupa (1): 1987–88